# 易俗社剧场
易俗社位于陕西省西安市新城区西一路272号，隶属易俗社，是中国现存较早的新式剧场。1983年被列为第一批西安市文物保护单位，2003年被列为第四批陕西省文物保护单位，2006年被列为第六批全国重点文物保护单位。
易俗社1912年8月创立于西安，原名“陕西伶学社”，后改名“陕西易俗社”。其初创时期的宗旨为“移风易俗，辅助社会教育，改良戏曲，救济贫寒兄弟”，规定不上演传统剧目。
易俗社剧场建于1916年，原称“宜春园”。1917年易俗社进入“宜春园”演出，并将其买下，改建后命名为“易俗社剧场”。剧场长42.7米，宽19.5米，高12.19米，占地面积860平方米。

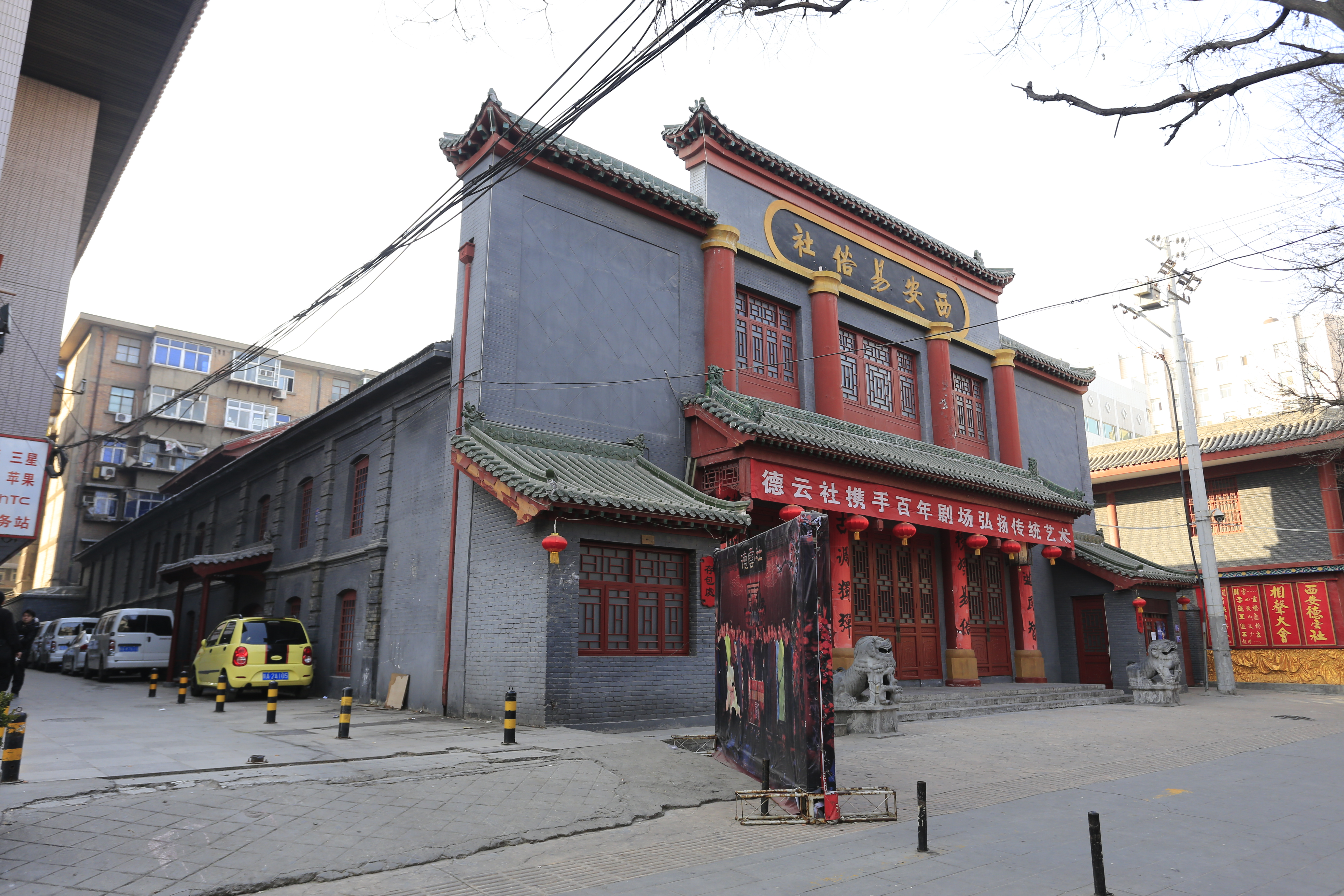